# Livre dynastique

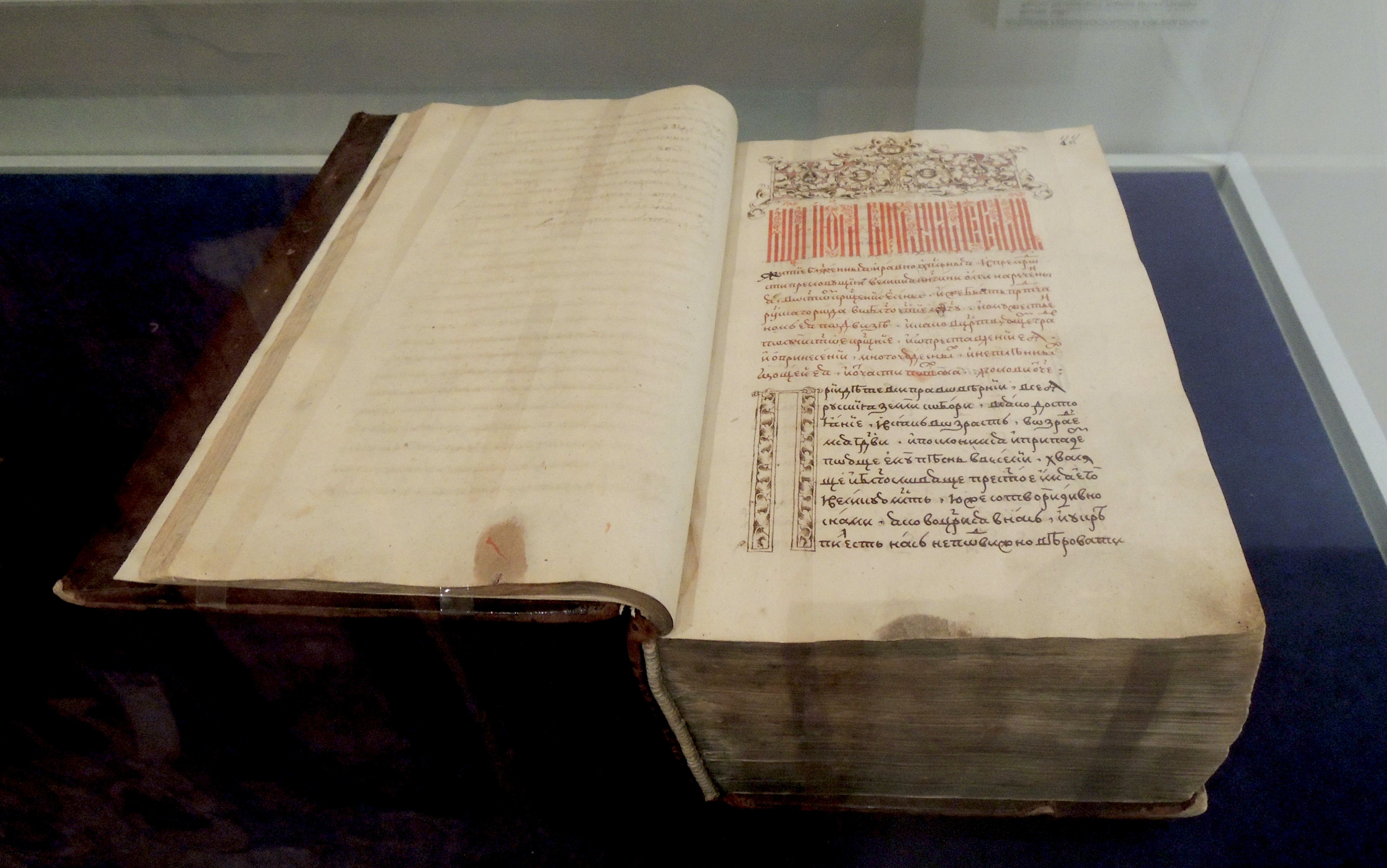
La vie de la princesse Olga (Dans le livre dynastique). Moscou (?), milieu. XVIIe siècle Musée historique d'État

Le Livre dynastique (russe : Степенная книга) est un véritable monument de la littérature historiographique russe du XVIe siècle. Composé à l'initiative du métropolite Macaire, confesseur d'Ivan le Terrible par André le futur métropolite Athanase, entre 1560 et 1563.

## Contenu idéologique
Le Livre dynastique est une tentative d'exposer de manière systématique l'histoire de Russie. Divisé en 17 parties ou degrés, il couvre cinq siècles, soit la période qui va de Vladimir Ier jusqu'à Ivan IV inclus. L'ouvrage glorifie la monarchie moscovite et défend le principe de l'origine divine de l'autocratie. Le Livre dynastique prétend relier l'origine des tsars régnants à l'empereur romain Auguste, puisqu'ils sont les héritiers de la couronne de Kiev, puis de celle de Vladimir, et enfin de Moscou. La seconde idée qui est développée dans cet ouvrage est l'union des pouvoirs laïcs et spirituels. C'est aussi une description des princes russes et des dirigeants de style hagiographique (glorification de leurs œuvres saintes, de leur piété véritable). Et c'est encore une description, par période, de tous les saints et métropolites russes. Cet ouvrage fut au XVIe siècle et XVIIe siècle un des plus populaires en matière d'histoire. Les sujets évoqués ont eu un grand impact sur la peinture monumentale durant cette période. Comme dans les fresques de 1564-1565 de la cathédrale de l'Archange-Saint-Michel de Moscou ou encore la grande icône glorifiant Ivan le Terrible : Bénis soient les guerriers du Roi des cieux (icône des années 1550) destinée à la Cathédrale de l'Annonciation de Moscou .